# Plhudsonia acuticauda
Plhudsonia acuticauda är en tvåvingeart som beskrevs av Ole Anton Saether 1992. Plhudsonia acuticauda ingår i släktet Plhudsonia och familjen fjädermyggor.
Artens utbredningsområde är Israel. Inga underarter finns listade i Catalogue of Life.